# إيلي كاتارو
إيلي ف. كاتارو (بالرومانية: Ilie Cătărău)، اسمه عند الولادة كاتاروف، ولقبه كان أيضاً كاتارو- أوري؛ ولد في عام 1888، وتوفي نحو عام 1952. كان كاتارو مغامراً سياسياً بيسارابيانيّ الجنسية؛ وكان أيضاً جندياً وجاسوساً أمضى أجزاءً من حياته في رومانيا. اعتُقد -بسبب نمط حياته السري- على نطاق واسع أنه المسؤول الرئيسي عن هجومي القنابل التي أدّت إلى تفاقم التوترات بين رومانيا والنمسا والمجر استعداداً للحرب العالمية الأولى. كان إيلي كاتارو جاسوساً مزدوجاً يعمل لصالح كل من روسيا ورومانيا، متخفياً كلاجئ من الإمبراطورية الروسية.
التزم كاتارو بحلول عام 1917 بالحركة اللا سلطوية والشيوعية، متحالفاً مع متمردي بيسارابيا البلشفيين. استفاد كاتارو من الظروف الملائمة وخدمته الاسمية في الجمهورية المولدافية الديمقراطية المضادة للبلشفية، ليصبح قائد الفوج المولدافي الأول في أواخر عام 1917.
تلاشت مكانة الجمهورية المولدافية الديمقراطية بسبب منصب كاتارو وتطبيقه لبرنامج شيوعي في الجمهورية، وبدأ جنوده بتهديد حكومة بيسارابيا بشكل علني. أُطيح بكاتارو وألقى غيرمان بُنتا ووحدة من قوزاق أمور القبض عليه، ونُفي لاحقاً.
تلاشى أثر كاتارو في غموض نسبي بعد المزيد من المغامرات التي أخذته إلى ما هو أبعد من اليابان. ظهر كاتارو من جديد في أربعينيات القرن الماضي، وخُمن أنه عاد كحليف للاتحاد السوفيتي والنظام الشيوعي الروماني. تخلّى كاتارو عن الشؤون السياسية بعض وصوله لعمر الشيخوخة، وأصبح راهباً أرثوذكسياً رومانياً.

## النشأة
تتميز أصول كاتارو وحياته المبكرة بالغموض. كان من بلدة أوري أو من قرية ماركاوت القريبة منها، وكلاهما يقعان في محافظة بيسارابيا الروسية. تُظهر السجلات الأكثر تفصيلاً سنة ميلاده في عام 1888، وجاء فيها أيضاً تسمية والديه باسم فاسيلي كونستنتاين وألكسندرا. تزعم المصادر الرومانية تقليدياً أن كاراتو لم يكن عضواً في الجالية الرومانية العرقية، بل بلغارياً بيسارابيانياً.
تيتّم كاتارو وشقيقاته العديدات في سن مبكرة، وأُرسل بعدها إلى المدارس الأرثوذكسية الروسية في أنانيف وأوديسا، وحضر لفترة من الوقت في مدرسة بيسارابيانية. كان غير قادر على إكمال تعليمه هناك؛ وبدلاً من ذلك جنّده الجيش الإمبراطوري الروسي، إذ خدم في فوج هوسار في وارسو. قدّم نفسه لاحقاً كضابط روسي ترك الخدمة «بسبب الاضطهاد». تشير الروايات اللاحقة إلى أنه كان مجرد جندي في سلاح الفرسان.

## الهجمات الترانسيلفانيّة
استفاد كاتارو من قسوة أجهزة المخابرات الرومانية، الذين كانوا ما يزالون في طور التنظيم، وتلقى أوامره من عصابة التجسس الروسية في أوكرانا. في عام 1913، سُجل كعميل مكافحة التجسس في القوات البرية الرومانية، إذ تلقى دفعات مالية شهرية مقابل خدماته.
من المعروف أنه زار صربيا خلال حرب البلقان الأولى، وعمل رسمياً مراسلاً صحفياً لصحيفة «إبوكا ديلي». حصل لاحقاً على الجنسية الرومانية، واستعمل جواز سفره الروماني من أجل السفر. انضم كاتارو إلى القوات البرية كرامٍ متطوع عندما دخلت رومانيا حرب البلقان الثانية في منتصف عام 1913.
خضع كاتارو عند عودته إلى بوخارست لتغيير في نمط الحياة، الأمر الذي أدى في وقت لاحق إلى تكهنات بشأن الدفعات المالية الروسية له. وفقاً لرومانول: «ازدادت علاقته قوةً مع عملاء دولة أخرى، ومنذ ذلك الحين شوهد يرتدي ثياباً أنيقة، ويتردد على الأماكن سيئة السمعة حيث راهن بمبالغ كبيرة من المال، وشوهد أيضاً مع شركة هيتايراي الأكثر رقياً في العاصمة».
بدأ بعدها ارتباطه بتيموفي كيريلوف، الذي كان إما روسياً أو بلغارياً منفياً. كان كاتارو -إلى جانب كيريلوف- المشتبه به الرئيسي وراء عمل العنف المُنفّذ ضد جارتي رومانيا النمسا والمجر، والذي استهدف رموز الهوية المجرية. يُنسب إلى كل من كاتارو وكيريلوف مسؤولية زراعة الديناميت حول النصب الهنغاري على تل تامبا، ما ألحق أضراراً كبيرة بهيكل النصب (27 سبتمبر 1913). خلص التحقيق لاحقاً إلى أن كاتارو وكيريلوف عبروا عدة مرات إلى ترانسيلفانيا باستخدام أوراق ثبوتية مزيفة.

## ادعاءات المطاردة والتستر
بدأت مطاردة كاتارو وكيريلوف بعد فترة وجيزة من الأحداث السابقة. وفقاً لأحد التقارير، ساعدت الشرطة الرومانية ضمنياً السلطات الهنغارية في تعقب الرجلين، لكن الصحافة الرومانية أبلغت الفارين عن غير قصد بالمطاردة، ما أتاح لهما الوقت الكافي للهروب. قيل بأنه قد أُنفق أكثر من 10000 ليو على البرقيات بين مراكز الشرطة خلال الوقت الذي استغرقاه كاتارو وكيريلوف ليغادرا بوخارست ويجدا نفسيهما ضائعين في بلويشت.
أعلنت الشرطة بنفس الوقت عن أسماء المشتبه بهم بالأعمال الأولية، بما في ذلك كل من الفنان الروماني سيلفسترو مونديجسكو والعامل المهاجر الروسي ت. أفراموف، اللذين زعما أن كاتارو وكيريلوف استخدما أوراق هويتهما لمنع الشكوك.
جرت مطاردة الهاربين في عدة ولايات، ووصل بلاغ كاذب جاء فيه أنهما شوهدا في نابولي. أفادت الصحافة أيضاً أن أحد ضباط الشرطة الصربية خدع المحققين الهنغاريين بإعلانه القبض على كاتارو في إسكوبية، وحصل على المكافأة الكبيرة المخصصة لمن يقبض عليه، واختفى.
كانت هناك أخبار إضافية تفيد بأنه احتُفظ بكاتارو لفترة وجيزة في الإمبراطورية العثمانية، وأفرج عنه عندما لاحظ العثمانيون أنه لا يتناسب مع معايير التسليم. أصبح كاتارو بحلول عام 1916 شيئاً من الأساطير في عالم الجريمة في ترانسيلفانيا.
ظل السفير النمساوي الهنغاري في بوخارست -الكونت أوتوكار فون سيرنين- مشككاً في إخلاء المسؤولية الرومانية، وادعى في مذكراته، «كانت السلطات الرومانية مذنبة بالتأكيد، سواء كان كاتارو كذلك أم لا».
في الواقع، يدعي جريجورا أن سيرنين نفسه دفن هذه القضية: «أمر فرانس فرديناند دبلوماسيه بعدم الرد عينياً على دعاة الحرب».

## الحزب القومي الثوري
اندلعت الحرب العالمية الأولى بعد وقت قصير من هذه الحوادث. جعل كاتارو من نفسه مصدر إزعاج رسمي بعد عودته غير المتوقعة إلى رومانيا. اعتقلته السلطات الرومانية مرة أخرى، واحتُجز سراً في بنجرات، حيث قضى وقته في تنفيذ التجارب على الحيوانات الصغيرة وأداء الأعمال الخيرية للمجتمع الريفي.
انضمت رومانيا في نهاية المطاف إلى الحلفاء في الحرب العالمية الأولى، وشنت حربا كارثية على النمسا والمجر. وعلى الرغم من تقدم كاتارو مرة أخرى بطلب للانضمام إلى القوات البرية الرومانية، لكن قوبل طلبه بالرفض.
كان كاتارو على اتصال بحزب العمال اليساري بحلول أبريل 1917؛ ثم غادر إلى بيسارابيا، حيث اتصل -كممثل اسمي لحزب العمل- بالحزب الوطني المولدافي المستقل، ولكن رفض الحزب الوطني المولدافي المستقل التعامل مع اليساريين الرومانيين.
عاد كاتارو إلى رومانيا كمنافس جذري للسياسة العمالية، وأسس مجموعته الدكتاتورية الجمهورية الخاصة، «الحزب القومي الروماني الثوري». كان لديه برنامج متناقض ذاتياً، فقد كان يحتفل بأمجاد «رومانيا الكبرى» و «روسيا الحرة»، بالإضافة إلى عدّه للبيسارابيانيّ سيمون ج. مورافا أحد أعضائه.
سببت الثورة فوضى إدارية في الإمبراطورية الروسية ما زاد التوترات بين الحكومة المؤقتة الروسية والدولة الرومانية. ومع ذلك، تعتبر الجمهورية الروسية أن كاتارو انفصالي روماني، واعتقلته لهذا السبب. أُرسل كاتارو إلى الحجز في كيشيناو، حيث التقى بالشيوعي المقرب غريغوري كوتوفسكي.
انقطعت علاقة رومانيا مع روسيا بعد ثورة أكتوبر؛ ولكن ظهر كاتارو من جديد على الساحة البلشفية البيسارابيانية كشخص فعال بعد أن تحول ولاءه نحو روسيا السوفيتية، وشارك في الجهود السرية المتمثلة في بلشفية القوات الذين ظلّوا متمركزين في المنطقة. على الرغم من أنه ربما كان على اتصال مع وكالة أمن الدولة السوفيتية، ولكن صُور لاحقاً من قبل المصادر الروسية والسوفيتية على أنه جاسوس روماني.